# Stefania Positello
Stefania Positello (Montebelluna, 25 febbraio 1984) è un'ex pallavolista e allenatrice di pallavolo italiana. Attualmente allena nel settore giovanile del Montevolley di Montebelluna (TV).

## Carriera
Stefania Positello muove i primi passi nel settore giovanile del Montevolley (Montebelluna, TV), facendo parte nel ruolo di banda della squadra militante nel campionato regionale di serie C nella stagione 2000-2001.
Nella stagione 2001-2002 viene girata in prestito alla Pallavolo Feltre (TV) dove gioca, sempre nel ruolo di banda, nel campionato di serie B2.
Viene acquistata a titolo definitivo dalla Spes Conegliano militante nel campionato di serie B1 nella stagione 2002/03. Impiegata dapprima come opposto, è dal campionato 2003/04 che viene spostata definitivamente nel ruolo di centrale. Proprio in quest'anno raggiunge la finale dei play-off ma fallisce il tentativo di promozione in A2. Alla fine della stagione, si infortuna in allenamento procurandosi la rottura del crociato anteriore e del menisco del ginocchio destro.
Nella stagione 2004/05, anche per le complicanze dovute all'intervento chirurgico al ginocchio, viene impiegata saltuariamente; la Spes Conegliano conquista comunque il primo posto nel campionato di B1 girone B, vince lo scontro diretto per la promozione in serie A2 e vince in casa la Final Four di Coppa Italia di serie B.
Viene girata in prestito nella stagione 2005/06 al Volley Cavazzale (VI), sempre nel campionato di B1 e nella stagione successiva nel medesimo campionato all'ASD Volley Codogné (TV).
Ritorna alla Spes Conegliano nella stagione 2007/2008 partecipando al campionato di serie A2 che viene vinto proprio dalle coneglianesi. Partecipa al campionato di serie A1 nelle stagioni 2008/09 e 2009/10 e nel gennaio del 2010 viene ceduta in prestito in A2 al Volley San Vito dei Normanni (BR), dove conclude la stagione al 6º posto in classifica.
Nella stagione 2010/11 sempre in prestito, gioca nell'Antares Verona in serie B1, ritornando per una stagione al ruolo di banda reggiungendo il 5º posto in campionato.
Viene ingaggiata nella stagione 2011-12  dalla Polisportiva San Giorgio di Porcia (PN), formazione militante nella medesima categoria, con la quale vince il campionato 2014/2015 e conquista ai play-off la promozione in Serie A2.
Conclude la sua carriera di giocatrice nell' U.S. Volley Fontane (TV) in serie B2 nella stagione 2015/2016.
Dal settembre 2016 allena il settore giovanile del Montevolley di Montebelluna (TV) , ottenendo nel 2018 la qualifica di Allievo allenatore.